# Pap-Sziget
Pap-Sziget je ostrov na Dunaji, který leží poblíž maďarského města Szentendre v severní části země, nedaleko Budapešti.
Jedná se o malý ostrov, který přiléhá k uvedenému městu. Od něj je oddělen malým korytem Dunaje. Z druhé (východní) strany se potom nachází rameno veletoku s názvem Szentendrei-Duna, neboť dále na východ je Dunaj rozdělen ještě Szentenderským ostrovem.
Ostrov se nachází i na historických mapách. Na prvním (josefinském) vojenském mapování jsou v této oblasti vyobrazeny ostrovy dva, později pouze jeden. Až do poloviny 20. století nebyl ostrov zastavěný a nacházely se zde jen louky. Poté byl (do roku 1961) na ostrůvek postaven most ze severní strany, který zde stojí dodnes. Výhledově zde mají vzniknout nová sportoviště a revitalizována má být i místní pláž.
V současné době ostrov slouží víceméně jako velké tábořiště pro návštěvníky města. Kromě místa pro táboření je zde několik bazénů a sportovišť, v jižní části ostrova se ale nacházejí domy.